# Super League 2020-2021
La Super League 2020-2021, nota come Raiffeisen Super League 2020-2021 per motivi di sponsorizzazione, è stata la 124ª edizione della massima divisione del campionato svizzero di calcio, la 18ª edizione sotto l'attuale denominazione, con stagione regolare, iniziata il 19 settembre 2020 e terminata il 21 maggio 2021. Lo Young Boys ha conquistato il trofeo per la quindicesima volta nella sua storia, il quarto consecutivo, con sette giornate di anticipo.

## Stagione

### Novità
Dalla Super League 2019-2020 sono state retrocesse in cadetteria il Neuchâtel Xamax, classificatosi all'ultimo posto, ed il Thun, mentre dalla Challenge League 2019-2020 sono state promosse il Losanna, vincitore della competizione, ed il Vaduz, squadra vincente dello spareggio promozione-retrocessione.
Nel ranking UEFA la Svizzera è sita al 17º posto, pertanto avrà diritto ad avere solo una squadra qualificata alla UEFA Champions League (che partirà dal secondo turno preliminare), oltre a tre squadre in UEFA Europa Conference League: una delle squadre sarà la vincente della Coppa Svizzera che partirà dal terzo turno di qualificazione, le altre due qualificate saranno la seconda e la terza classificata, che partiranno dal secondo turno di qualificazione.

### Formula
Le 10 squadre partecipanti si affrontano in un doppio girone all'italiana con partite di andata e ritorno per un totale di 36 giornate. Confermato lo spareggio promozione-retrocessione, che vede affrontarsi la nona classificata di Super League e la seconda di Challenge League in una sfida di andata e ritorno.
- La squadra campione di Svizzera è ammessa al secondo turno di qualificazione della UEFA Champions League 2021-2022.
- La 2ª e la 3ª classificate sono ammesse al secondo turno di qualificazione della UEFA Europa Conference League 2021-2022.
- La 9ª classificata è ammessa allo spareggio promozione-retrocessione.
- L'ultima classificata retrocede in Challenge League.

## Squadre partecipanti
| Club       | Stagione | Città     | Stadio                         | Stagione precedente          |
| ---------- | -------- | --------- | ------------------------------ | ---------------------------- |
| Basilea    | dettagli | Basilea   | St. Jakob-Park                 | 3º posto in Super League     |
| Losanna    | dettagli | Losanna   | Stade Olympique de la Pontaise | 1º posto in Challenge League |
| Lucerna    | dettagli | Lucerna   | Swissporarena                  | 6º posto in Super League     |
| Lugano     | dettagli | Lugano    | Stadio di Cornaredo            | 5º posto in Super League     |
| Servette   | dettagli | Ginevra   | Stade de Genève                | 4º posto in Super League     |
| San Gallo  | dettagli | San Gallo | Kybunpark                      | 2º posto in Super League     |
| Sion       | dettagli | Sion      | Stade Tourbillon               | 8º posto in Super League     |
| Vaduz      | dettagli | Vaduz     | Rheinpark Stadion              | 2º posto in Challenge League |
| Young Boys | dettagli | Berna     | Stadio Wankdorf                | Campione di Svizzera         |
| Zurigo     | dettagli | Zurigo    | Stadio Letzigrund              | 7º posto in Super League     |

## Allenatori e primatisti
| Squadra    | Allenatore                                                                  | Giocatore più presente (tra parentesi il numero delle presenze)                | Capocannoniere (tra parentesi il numero dei gol segnati) |
| ---------- | --------------------------------------------------------------------------- | ------------------------------------------------------------------------------ | -------------------------------------------------------- |
| Basilea    | Ciriaco Sforza (1ª-27ª) Patrick Rahmen (28ª-36ª)                            | Fabian Frei (34)                                                               | Arthur Cabral (18)                                       |
| Losanna    | Giorgio Contini                                                             | Mory Diaw (34) Evann Guessand (34) Stjepan Kukuruzović (34) Gabriel Barès (34) | Evann Guessand (7)                                       |
| Lucerna    | Fabio Celestini                                                             | Ibrahima N'Diaye (35)                                                          | Dejan Sorgić (13)                                        |
| Lugano     | Maurizio Jacobacci                                                          | Numa Lavanchy (34)                                                             | Mattia Bottani (6)                                       |
| San Gallo  | Peter Zeidler                                                               | Lawrence Ati-Zigi (35)                                                         | Kwadwo Duah (9)                                          |
| Servette   | Alain Geiger                                                                | Timothé Cognat (34)                                                            | Grejohn Kyei (12)                                        |
| Sion       | Fabio Grosso (1ª-23ª) Christian Constantin (24ª-25ª) Marco Walker (26ª-36ª) | Anto Grgić (33)                                                                | Anto Grgić (9) Gaëtan Karlen (9)                         |
| Vaduz      | Mario Frick                                                                 | Milan Gajić (35) Benjamin Büchel (35) Pius Dorn (35) Yannick Schmid (35)       | Joël Schmied (7)                                         |
| Young Boys | Gerardo Seoane                                                              | Christian Fassnacht (36)                                                       | Jean-Pierre Nsame (19)                                   |
| Zurigo     | Ludovic Magnin (1ª-3ª) Massimo Rizzo (4ª-36ª)                               | Yanick Brecher (36)                                                            | Antonio Marchesano (13)                                  |

## Classifica finale
|       | Pos. | Squadra    | Pt | G  | V  | N  | P  | GF | GS | DR  |
| ----- | ---- | ---------- | -- | -- | -- | -- | -- | -- | -- | --- |
|       | 1.   | Young Boys | 84 | 36 | 25 | 9  | 2  | 74 | 29 | +45 |
|       | 2.   | Basilea    | 53 | 36 | 15 | 8  | 13 | 60 | 53 | +7  |
|       | 3.   | Servette   | 50 | 36 | 14 | 8  | 14 | 45 | 56 | -11 |
|       | 4.   | Lugano     | 49 | 36 | 12 | 13 | 11 | 40 | 42 | -2  |
| [ 6 ] | 5.   | Lucerna    | 46 | 36 | 12 | 10 | 14 | 62 | 59 | +3  |
|       | 6.   | Losanna    | 46 | 36 | 12 | 10 | 14 | 52 | 55 | -3  |
|       | 7.   | San Gallo  | 44 | 36 | 11 | 11 | 14 | 45 | 48 | -3  |
|       | 8.   | Zurigo     | 43 | 36 | 11 | 10 | 15 | 53 | 57 | -4  |
|       | 9.   | Sion       | 38 | 36 | 8  | 14 | 14 | 48 | 58 | -10 |
| [ 7 ] | 10.  | Vaduz      | 36 | 36 | 9  | 9  | 18 | 36 | 58 | -22 |

Legenda:
      Campione di Svizzera e ammessa al secondo turno di qualificazione della UEFA Champions League 2021-2022.
      Ammesse alle qualificazioni della UEFA Europa Conference League 2021-2022.
  Ammessa allo spareggio promozione-retrocessione.
      Retrocessa in Challenge League 2021-2022.
Note:
Tre punti a vittoria, uno a pareggio, zero a sconfitta.
In caso di arrivo di due o più squadre a pari punti, la graduatoria verrà stilata in base ai seguenti criteri:
- Differenza reti generale.
- Reti realizzate in generale.
- Differenza reti negli scontri diretti.
- Maggior numero di reti in trasferta.
- Sorteggio.

## Risultati

### Prima fase
|            | BAS  | LOS  | LUC  | LUG  | SAN  | SER  | SIO  | VAD  | YOU  | ZUR  |
| ---------- | ---- | ---- | ---- | ---- | ---- | ---- | ---- | ---- | ---- | ---- |
| Basilea    | –––– | 2-1  | 3-2  | 2-2  | 0-0  | 1-0  | 4-2  | 2-2  | 0-2  | 1-4  |
| Losanna    | 1-3  | –––– | 2-1  | 0-1  | 0-1  | 2-1  | 0-1  | 3-0  | 0-3  | 4-0  |
| Lucerna    | 1-2  | 2-2  | –––– | 1-1  | 2-2  | 3-0  | 2-0  | 1-1  | 2-3  | 0-0  |
| Lugano     | 1-0  | 0-0  | 2-1  | –––– | 1-0  | 1-1  | 2-2  | 1-1  | 0-2  | 0-1  |
| San Gallo  | 1-3  | 2-2  | 2-1  | 0-0  | –––– | 1-0  | 1-0  | 2-0  | 1-2  | 2-3  |
| Servette   | 1-0  | 1-1  | 1-3  | 1-1  | 2-2  | –––– | 1-1  | 1-1  | 0-0  | 2-1  |
| Sion       | 2-3  | 0-0  | 1-2  | 1-1  | 3-2  | 2-0  | –––– | 2-1  | 0-0  | 2-2  |
| Vaduz      | 0-2  | 0-2  | 1-1  | 1-1  | 0-1  | 0-2  | 4-1  | –––– | 0-0  | 1-4  |
| Young Boys | 2-1  | 1-0  | 2-1  | 2-2  | 0-0  | 1-2  | 2-1  | 1-0  | –––– | 2-1  |
| Zurigo     | 1-0  | 4-0  | 2-0  | 2-2  | 1-2  | 0-1  | 0-0  | 0-1  | 1-4  | –––– |

### Seconda fase
|            | BAS  | LOS  | LUC  | LUG  | SAN  | SER  | SIO  | VAD  | YOU  | ZUR  |
| ---------- | ---- | ---- | ---- | ---- | ---- | ---- | ---- | ---- | ---- | ---- |
| Basilea    | –––– | 0-0  | 4-1  | 2-0  | 1-0  | 5-0  | 2-2  | 1-2  | 1-1  | 4-0  |
| Losanna    | 3-3  | –––– | 2-1  | 2-0  | 4-3  | 3-1  | 1-3  | 2-1  | 2-4  | 2-2  |
| Lucerna    | 3-4  | 1-0  | –––– | 1-2  | 4-2  | 3-0  | 1-1  | 4-0  | 2-2  | 3-1  |
| Lugano     | 2-1  | 1-0  | 2-3  | –––– | 2-0  | 0-1  | 3-1  | 0-2  | 1-3  | 0-1  |
| San Gallo  | 3-1  | 5-0  | 0-0  | 0-1  | –––– | 0-1  | 0-3  | 1-0  | 2-2  | 1-1  |
| Servette   | 2-1  | 1-4  | 4-2  | 1-1  | 1-2  | –––– | 3-5  | 1-2  | 2-1  | 3-1  |
| Sion       | 4-0  | 1-1  | 1-1  | 0-3  | 1-1  | 1-2  | –––– | 0-2  | 0-3  | 2-2  |
| Vaduz      | 1-1  | 0-3  | 1-2  | 0-3  | 2-1  | 1-3  | 3-0  | –––– | 0-2  | 3-2  |
| Young Boys | 2-0  | 4-2  | 5-2  | 3-0  | 2-0  | 2-0  | 2-1  | 1-1  | –––– | 4-0  |
| Zurigo     | 2-0  | 1-1  | 1-2  | 3-0  | 2-2  | 1-2  | 1-1  | 4-1  | 1-2  | –––– |

## Spareggi

### Spareggio promozione-retrocessione
Allo spareggio sono ammesse la nona classificata in Super League e la seconda classificata in Challenge League.
|      | Risultati |      | Luogo e data         |
| ---- | --------- | ---- | -------------------- |
| Thun | 1 - 4     | Sion | Thun, 27 maggio 2021 |
| Sion | 2 - 3     | Thun | Sion, 30 maggio 2021 |
|      |           |      |                      |

## Statistiche

### Squadre

#### Capoliste solitarie
|    | ——        | ——        | ——        | ——         | ——         | ——         | ——         | ——         | ——         | ——         | ——         | ——         | ——         | ——         | ——         | ——         | ——         | ——         | ——         | ——         | ——         | ——         | ——         | ——         | ——         | ——         | ——         | ——         | ——         | ——         | ——         | ——         | ——         | ——         | ——         | —— |  |
|    | San Gallo | San Gallo | San Gallo | Young Boys | Young Boys | Young Boys | Young Boys | Young Boys | Young Boys | Young Boys | Young Boys | Young Boys | Young Boys | Young Boys | Young Boys | Young Boys | Young Boys | Young Boys | Young Boys | Young Boys | Young Boys | Young Boys | Young Boys | Young Boys | Young Boys | Young Boys | Young Boys | Young Boys | Young Boys | Young Boys | Young Boys | Young Boys | Young Boys | Young Boys | Young Boys |    |  |
|    |           |           |           |            |            |            |            |            |            |            |            |            |            |            |            |            |            |            |            |            |            |            |            |            |            |            |            |            |            |            |            |            |            |            |            |    |  |
|    |           |           |           |            |            |            |            |            |            |            |            |            |            |            |            |            |            |            |            |            |            |            |            |            |            |            |            |            |            |            |            |            |            |            |            |    |  |
| 1ª | 2ª        | 3ª        | 4ª        | 5ª         | 6ª         | 7ª         | 8ª         | 9ª         | 10ª        | 11ª        | 12ª        | 13ª        | 14ª        | 15ª        | 16ª        | 17ª        | 18ª        | 19ª        | 20ª        | 21ª        | 22ª        | 23ª        | 24ª        | 25ª        | 26ª        | 27ª        | 28ª        | 29ª        | 30ª        | 31ª        | 32ª        | 33ª        | 34ª        | 35ª        | 36ª        |    |  |

#### Classifica in divenire
|            | 1ª | 2ª | 3ª | 4ª | 5ª | 6ª | 7ª | 8ª | 9ª | 10ª | 11ª | 12ª | 13ª | 14ª | 15ª | 16ª | 17ª | 18ª | 19ª | 20ª | 21ª | 22ª | 23ª | 24ª | 25ª | 26ª | 27ª | 28ª | 29ª | 30ª | 31ª | 32ª | 33ª | 34ª | 35ª | 36ª |
| ---------- | -- | -- | -- | -- | -- | -- | -- | -- | -- | --- | --- | --- | --- | --- | --- | --- | --- | --- | --- | --- | --- | --- | --- | --- | --- | --- | --- | --- | --- | --- | --- | --- | --- | --- | --- | --- |
| Young Boys | 3  | 4  | 7  | 8  | 11 | 14 | 15 | 18 | 21 | 24  | 24  | 27  | 28  | 31  | 32  | 35  | 38  | 41  | 44  | 47  | 50  | 51  | 52  | 53  | 54  | 57  | 60  | 63  | 66  | 69  | 72  | 72  | 75  | 78  | 81  | 84  |
| Basilea    | 1  | 1  | 4  | 4  | 7  | 10 | 13 | 13 | 13 | 16  | 19  | 19  | 20  | 23  | 23  | 26  | 27  | 30  | 31  | 31  | 32  | 32  | 33  | 33  | 36  | 36  | 36  | 39  | 42  | 43  | 44  | 47  | 47  | 50  | 53  | 53  |
| Losanna    | 3  | 4  | 7  | 8  | 8  | 11 | 11 | 12 | 12 | 12  | 12  | 15  | 18  | 19  | 19  | 19  | 20  | 20  | 20  | 23  | 24  | 27  | 30  | 30  | 31  | 34  | 37  | 37  | 40  | 40  | 41  | 42  | 43  | 46  | 46  | 46  |
| Lugano     | 3  | 4  | 5  | 6  | 9  | 9  | 12 | 13 | 16 | 17  | 17  | 18  | 19  | 20  | 21  | 22  | 23  | 24  | 27  | 27  | 27  | 27  | 30  | 30  | 33  | 36  | 37  | 40  | 40  | 43  | 43  | 43  | 43  | 43  | 46  | 49  |
| Lucerna    | 0  | 1  | 1  | 2  | 2  | 5  | 5  | 6  | 9  | 9   | 12  | 13  | 13  | 13  | 14  | 14  | 15  | 18  | 18  | 21  | 24  | 25  | 28  | 31  | 31  | 32  | 32  | 32  | 33  | 36  | 39  | 42  | 45  | 46  | 46  | 46  |
| Sion       | 0  | 1  | 2  | 3  | 6  | 6  | 6  | 7  | 7  | 8   | 8   | 9   | 12  | 13  | 16  | 16  | 16  | 19  | 20  | 21  | 22  | 22  | 22  | 25  | 25  | 26  | 26  | 26  | 27  | 30  | 30  | 31  | 34  | 35  | 35  | 38  |
| San Gallo  | 3  | 6  | 9  | 10 | 10 | 10 | 11 | 12 | 15 | 18  | 21  | 22  | 23  | 23  | 24  | 27  | 27  | 27  | 27  | 28  | 28  | 31  | 31  | 31  | 32  | 32  | 33  | 33  | 34  | 34  | 37  | 37  | 37  | 38  | 41  | 44  |
| Vaduz      | 1  | 1  | 1  | 2  | 2  | 2  | 2  | 3  | 6  | 6   | 6   | 6   | 6   | 7   | 8   | 11  | 12  | 13  | 16  | 16  | 19  | 22  | 22  | 23  | 23  | 26  | 29  | 32  | 32  | 33  | 33  | 33  | 36  | 36  | 36  | 36  |
| Zurigo     | 0  | 1  | 1  | 4  | 7  | 7  | 10 | 11 | 11 | 14  | 17  | 18  | 18  | 19  | 22  | 22  | 25  | 25  | 25  | 28  | 29  | 29  | 29  | 32  | 33  | 33  | 34  | 34  | 35  | 35  | 35  | 38  | 39  | 40  | 40  | 43  |
| Servette   | 0  | 3  | 3  | 4  | 4  | 7  | 10 | 11 | 11 | 11  | 14  | 15  | 18  | 19  | 20  | 21  | 22  | 22  | 25  | 25  | 25  | 28  | 31  | 34  | 37  | 37  | 38  | 41  | 41  | 41  | 44  | 47  | 47  | 47  | 50  | 50  |

#### Classifiche di rendimento

##### Rendimento andata-ritorno
| Andata     | Andata | Ritorno    | Ritorno |
|            |        |            |         |
| Young Boys | 41     | Young Boys | 43      |
| Basilea    | 30     | Lucerna    | 28      |
| San Gallo  | 27     | Servette   | 28      |
| Zurigo     | 25     | Losanna    | 26      |
| Lugano     | 24     | Lugano     | 25      |
| Servette   | 22     | Basilea    | 23      |
| Losanna    | 20     | Vaduz      | 23      |
| Sion       | 19     | Sion       | 19      |
| Lucerna    | 18     | Zurigo     | 18      |
| Vaduz      | 13     | San Gallo  | 17      |

##### Rendimento casa-trasferta
| Casa       | Casa | Trasferta  | Trasferta |
|            |      |            |           |
| Young Boys | 45   | Young Boys | 39        |
| Basilea    | 33   | Servette   | 25        |
| Losanna    | 29   | Lugano     | 24        |
| Lucerna    | 28   | Basilea    | 20        |
| San Gallo  | 26   | Vaduz      | 20        |
| Servette   | 25   | Zurigo     | 20        |
| Lugano     | 25   | Sion       | 18        |
| Zurigo     | 23   | San Gallo  | 18        |
| Sion       | 20   | Lucerna    | 18        |
| Vaduz      | 16   | Losanna    | 17        |

#### Primati stagionali
Squadre
- Maggior numero di vittorie: Young Boys (25)
- Maggior numero di pareggi: Sion (14)
- Maggior numero di sconfitte: Vaduz (18)
- Minor numero di vittorie: Sion (8)
- Minor numero di pareggi: Basilea, Servette (8)
- Minor numero di sconfitte: Young Boys (2)
- Miglior attacco: Young Boys (74 gol fatti)
- Peggior attacco: Vaduz (36 gol fatti)
- Miglior difesa: Young Boys (29 gol subiti)
- Peggior difesa: Lucerna (59 gol subiti)
- Miglior differenza reti: Young Boys (+45)
- Peggior differenza reti: Vaduz (-22)
- Miglior serie positiva: Young Boys (20, 12ª-31ª)
- Peggior serie negativa: Lugano (4, 31ª-34ª) , Vaduz (4, 10ª-13ª)
- Maggior numero di vittorie consecutive: Young Boys (6, 16ª-21ª) , Young Boys (6, 26ª-31ª)

Partite
- Più gol (8):

Servette-Sion 3-5, 22 aprile 2021
- Maggior scarto di gol (5): San Gallo-Losanna 5-0, Basilea-Servette 5-0
- Maggior numero di reti in una giornata: 24 gol nella 35ª giornata
- Minor numero di reti in una giornata: 6 gol nella 12ª giornata
- Maggior numero di espulsioni in una giornata: 4 in 1ª giornata

### Individuali

#### Classifica marcatori
| Gol | Rigori |  | Giocatore           | Squadra           |
| --- | ------ |  | ------------------- | ----------------- |
| 19  | 5      |  | Jean-Pierre Nsame   | Young Boys        |
| 18  | 4      |  | Arthur Cabral       | Basilea           |
| 13  | 6      |  | Antonio Marchesano  | Zurigo            |
| 13  | 1      |  | Dejan Sorgić        | Lucerna           |
| 12  | 0      |  | Pajtim Kasami       | Basilea           |
| 12  | 2      |  | Grejohn Kyei        | Servette          |
| 12  | 1      |  | Jordan Siebatcheu   | Young Boys        |
| 10  | 0      |  | Christian Fassnacht | Young Boys        |
| 10  | 1      |  | Alex Schalk         | Servette          |
| 9   | 1      |  | Kwadwo Duah         | San Gallo         |
| 9   | 4      |  | Anto Grgić          | Sion              |
| 9   | 0      |  | Gaëtan Karlen       | Sion              |
| 8   | 1      |  | Louis Schaub        | Lucerna           |
| 7   | 0      |  | Evann Guessand      | Losanna           |
| 7   | 0      |  | Joël Schmied        | Vaduz             |
| 7   | 4      |  | Marvin Schulz       | Lucerna           |
| 7   | 1      |  | Varol Tasar         | Lucerna, Servette |

#### Media spettatori
| Club       | Pos. | Media | Totale | Abbonamenti |
| ---------- | ---- | ----- | ------ | ----------- |
| Young Boys | 1    | 720   | 12 960 |             |
| Basilea    | 2    | 587   | 10 557 |             |
| San Gallo  | 3    | 586   | 10 549 |             |
| Servette   | 4    | 369   | 6 640  |             |
| Lucerna    | 5    | 276   | 4 969  |             |
| Sion       | 6    | 231   | 4 150  |             |
| Lugano     | 7    | 228   | 4 102  |             |
| Vaduz      | 8    | 227   | 4 081  |             |
| Losanna    | 9    | 203   | 3 650  |             |
| Zurigo     | 10   | 78    | 1 400  |             |

#### Arbitri
- Lukas Fähndrich (20)
- Fedayi San (20)
- Adrien Jaccottet (19)
- Urs Schnyder (18)
- Lionel Tschudi (18)
- Alain Bieri (17)
- Sandro Schärer (17)

- Luca Piccolo (14)
- Stefan Horisberger (13)
- Alessandro Dudic (11)
- Luca Cibelli (9)
- Nikolaj Hänni (4)